# Domaine de Komoro

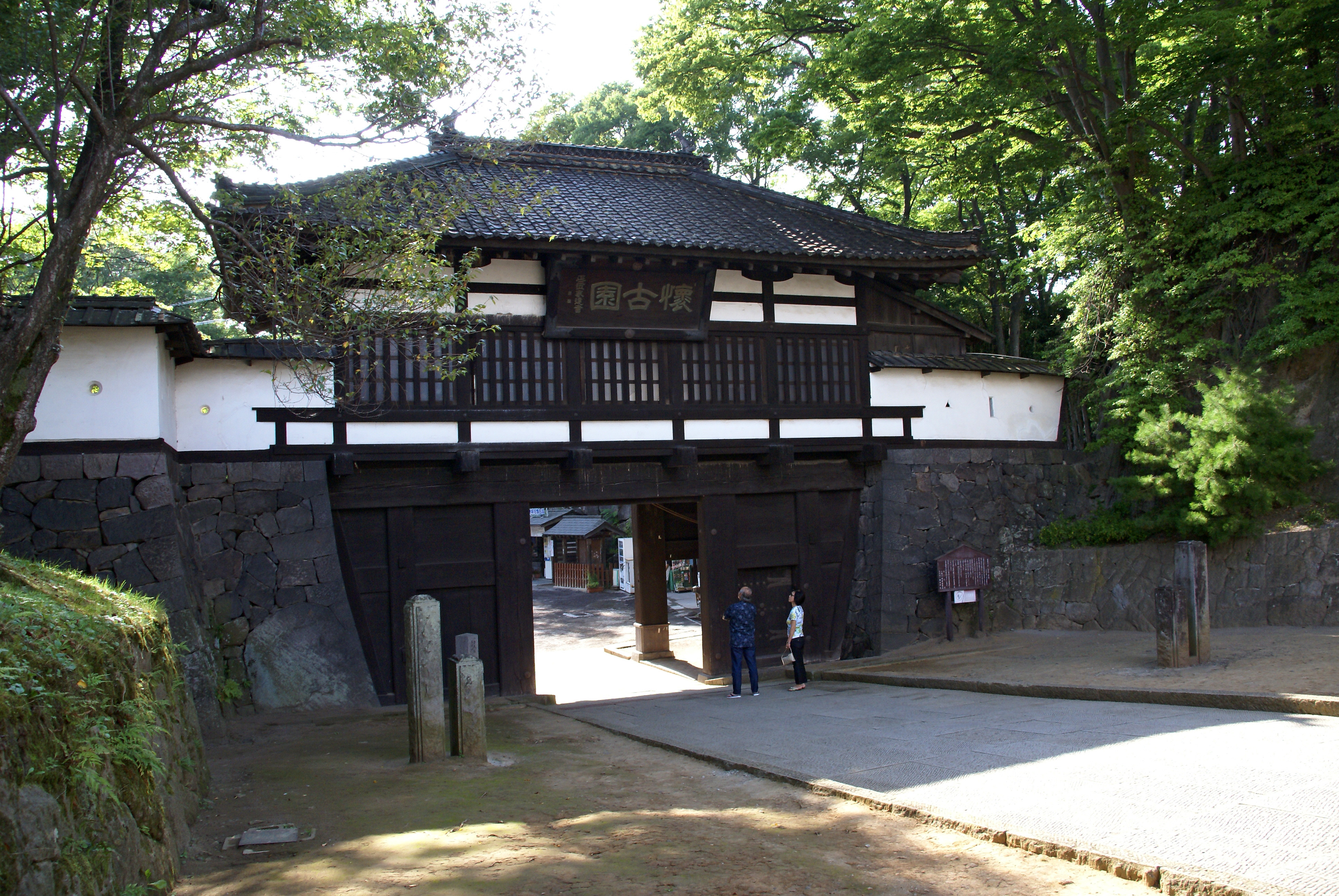
Porte du château de Komoro.

Le domaine de Komoro (小諸藩, Komoro-han) est un domaine féodal japonais de l'époque d'Edo situé dans la province de Shinano, de nos jours préfecture de Nagano.

## Daimyos de Komoro
- Clan Sengoku, 1590-1622 (tozama daimyo ; 50 000 koku)

1. Hidehisa
2. Tadamasa

- Période de 1622-1624, partie du domaine de Kōfu.

- Matsudaira (Hisamatsu), 1624-1647 (fudai daimyo ; 50 000 koku)

1. Norinaga

- Période de 1647-1648, partie du domaine de Matsumoto.
- Clan Aoyama, 1648-1662 (fudai ; 42 000 koku)

1. Munetoshi

- Clan Sakai, 1662-1679 (fudai ; 50 000 koku)

1. Tadayoshi

- Clan Nishio, 1679-1682 (fudai ; 25 000 koku)

1. Tadanari

- Clan Matsudaira (Ishikawa/Ogyū), 1682-1702 (fudai ; 20 000 koku)

1. Norimasa
2. Noritada

- Clan Makino, 1702-1871 (fudai ; 15 000 koku)

1. Yasushige
2. Yasuchika
3. Yasumitsu
4. Yasuyori
5. Yasutomo
6. Yasunaga
7. Yasuakira
8. Yasunori
9. Yasutoshi
10. Yasumasa